# Okres Olomouc
Okres Olomouc je okres v centru Olomouckého kraje. Žije zde přibližně 239 tisíc obyvatel. Dřívějším sídlem okresního úřadu bylo město Olomouc. Území okresu Olomouc se člení do čtyř správních obvodů obcí s rozšířenou působností: Olomouc, Litovel, Šternberk a Uničov.
V rámci kraje sousedí na severozápadě s okresem Šumperk, na jihozápadě s okresem Prostějov a na jihovýchodě s okresem Přerov. Dále pak sousedí na západě s okresem Svitavy Pardubického kraje, a na severu, severovýchodě a východě pak s okresy Bruntál, Opava a Nový Jičín Moravskoslezského kraje.

## Charakteristika okresu
Olomoucko se nachází blízko zeměpisného středu Moravy. Území okresu je rozmanité, větší část leží v rovinaté Hané, kudy protéká řeka Morava a její přítoky, na severu se již zdvíhá Nízký Jeseník. Podnebí tomu také odpovídá, převážně je mírné a teplé. K roku 2019 měl okres rozlohu 1608 km², z toho 53,6 % tvořila zemědělská půda a 30,1 % lesy.
Administrativně se okres člení na čtyři správní obvody obcí s rozšířenou působností (Litovel, Olomouc, Šternberk a Uničov), které se dále člení na šest správních obvodů obcí s pověřeným obecním úřadem (Hlubočky, Litovel, Moravský Beroun, Olomouc, Šternberk a Uničov). Okres má celkem 97 obcí a nachází se v něm také vojenský újezd Libavá. Největší městy jsou Olomouc (100 tisíc obyvatel), Šternberk (13 tisíc obyvatel), Uničov (11 tisíc obyvatel) a Litovel (10 tisíc obyvatel). Okresem prochází dálnice D35 a D46, dále silnice I. třídy I/35, I/45, I/46 a I/55. Silnicemi II. třídy jsou II/150, II/370, II/373, II/435, II/436, II/437, II/440, II/441, II/444, II/445, II/446, II/447, II/448, II/449, II/570 a II/635. Železničními tratěmi které procházejí tímto okresem jsou : Česká Třebová – Přerov, Červenka – Senice na Hané, Litovel předměstí – Mladeč, Nezamyslice–Olomouc, Olomouc – Opava východ, Olomouc – Senice na Hané – Prostějov, Olomouc–Šumperk. 
Kromě chráněné krajinné oblasti Litovelské Pomoraví se zde nachází tři národní přírodní památky (Na skále, Park v Bílé Lhotě a Třesín) a tři národní přírodní rezervace (Ramena řeky Moravy, Špraněk a Vrapač). Turisticky atraktivní jsou také např. Javoříčské a Mladečské jeskyně. Území okresu je protkáno hustou sítí cyklotras a na olomouckém Svatém Kopečku se kromě baziliky Navštívení Panny Marie nachází také zoologická zahrada. Nejvíce památek a kulturních institucí je ovšem v samotném krajském a bývalém hlavním moravském městě, univerzitní Olomouci. Jde zejména o katedrálu sv. Václava a celou řadu dalších kostelů, Zdíkův palác, radnici s orlojem, soubor barokních kašen nebo sloup Nejsvětější Trojice, jenž je zapsán na seznamu UNESCO. Kromě toho lze v rámci okresu navštívit i hrady Bouzov a Šternberk nebo zámek Náměšť na Hané se sbírkou kočárů olomouckých arcibiskupů.

## Historie

### Zaniklé obce
Na území okresu Olomouc se dříve nacházela celá řada obcí, které v průběhu času, zejména v 16. a 20. století, zanikly a byly opuštěny. Zvláště na území vojenského újezdu Libavá až do poloviny 20. století existovaly obce, jenž zanikly v souvislosti s odsunem původního německého obyvatelstva a vytvořením vojenského újezdu: Barnov, Bělá, Čermná, Heřmánky, Jestřabí, Keprtovice, Milovany, Nepřívaz, Nová Ves nad Odrou, Nové Oldřůvky, Olejovice, Ranošov, Rudoltovice, Smilov, Stará Voda, Varhošť, Velká Střelná, Vojnovice, Zigartice.
Obec Řítov (Wrzitow, Břitov, Vřitov, Krotendorf) stála na levém břehu řeky Oskavy východně od Dětřichova u Uničova. Zmínky o obci již 1368, po roce 1500 byla opuštěna. Heralt ze Sovince založil v letech 1500–1510 na místě osad Řítov a Lávka rybníky Řítovský a Lavecký (viz např. Müllerovo mapování), ani ty však již dnes neexistují. Na místě nové hráze řeky Oskavy zbudované kvůli rybníkům stojí památný strom Řítovský dub (dub letní). V její blízkosti se nacházely obce Lávka (opuštěna, protože úplně vyhořela za války mezi Jiřím z Poděbrad a Matyášem Korvínem), Popovice (u Papůvky, první zmínka již 1078) a u Pňovic Ratiborov (později na jeho místě Lhota) a Střítež. Na Litovelsku byly také u Choliny obce Drumpach a Krajidlo, dále Dobrní (u Chudobína, dnes Kluzov), Doubrava (u Červenky), Chlístov (u Svojanova) a Lysov (mezi Seničkou a Cakovem).
Na Šternbersku existovaly u Mladějovic Lhota Dobroslavova a Nová Ves, u Dalova Veselí a Zezhule a u Domašova nad Bystřicí Bouzovec a Špicenberg. Dále Dubčov (u Chabičkova), Kunzendorf (mezi Hraničnými Petrovicemi a Jívovou), Loděničky (severozápadně od Hraničných Petrovic), Malá Střelná (jižně od Jívové), Mošťánky (u Hnojic), Oldřichov (u Lipiny) a Prlov (mezi Lhotou u Šternberka a Štarnovem). Na Uničovsku jsou známy obce Držkovice (u Plinkout), Příluky (u Šumvaldu) a Tašnov (mezi Dlouhou Loučkou a Pasekou). Na Olomoucku se u Velké Bystřice nacházely obce Beranov, Lhota a Lhotka u Dolan a u Majetína Lhotka a Mastník. Dále jsou známy obce Bělá (severovýchodně od Tršic), Bernartice (patřily k náměšťskému panství), Daletice, Kladoruby (u Samotišek), Ostrovy (olomoucké předměstí u Lazců) a Předmostí (pod olomouckým hradem).

### Okres Olomouc-venkov
Dříve byl olomoucký okres svým rozsahem nepoměrně menší, protože až do roku 1960 existovaly politické okresy také v Litovli a Šternberku (včetně soudního okresu Uničov), resp. do roku 1949 i v Moravském Berouně. Navíc do něj spadaly jen okolní obce, město Olomouc bylo samostatným politickým okresem, až spolu dohromady vytvářely jeden soudní okres Olomouc.
Do politického okresu Olomouc-venkov po vzniku Velké Olomouce patřily obce (osady malince): Bělkovice, Biskupství (Nové Dvory), Blatec, Bolelouc, Březce, Břuchotín, Bukovany, Bystročice, Bystrovany, Čechovice, Čertoryje, Dolany (Geblov, Nové Sady, Véska), Doloplazy, Drahanovice, Drahlov, Droždín, Dub nad Moravou (Sokol), Grygov, Hlubočky, Hlušovice, Hněvotín, Holice, Horka nad Moravou (Sedlisko), Hostkovice, Hrubá Voda, Hynkov, Charváty, Chomoutov, Jestřabí, Kníničky (Lhota), Kožušany, Krčmaň, Křelov, Kyselov, Lipňany, Lošov, Loučany, Luběnice, Ludéřov (Střížov), Lutín, Majetín, Moravská Loděnice, Náměšť na Hané, Nedvězí, Nelešovice, Nemilany, Nenakonice, Nepřivaz, Pohořany, Posluchov, Přáslavice (Kocourovec), Přestavlky, Příkazy, Radíkov, Rataje, Samotíšky, Skrbeň, Slatinice, Slavonín, Suchonice, Svatý Kopeček, Svésedlice, Tážaly, Těšetice, Topolany, Tovéř, Trusovice, Tučapy, Týneček, Ústín (Skalov), Vacanovice, Varhošť, Velká Bystřice (Mrsklesy), Velký Týnec, Vojnice, Vsisko, Žerůvky.

### Změny vymezení
K 1. lednu 2005 byly k okresu Olomouc přiřazeny tři obce z okresu Bruntál Moravskoslezského kraje (Huzová, Moravský Beroun a Norberčany). K 1. lednu 2007 byla ještě z okresu Šumperk k okresu Olomouc přiřazena obec Lipinka. Dne 1. ledna 2016 byla naopak podle zákona č. 15/2015 Sb., o hranicích vojenských újezdů, z okresu vyčleněna nově vzniklá obec Luboměř pod Strážnou, která se stala součástí okresu Přerov, a katastrální území Hadinka a Nové Oldřůvky I, která přešla do okresu Opava Moravskoslezského kraje.

## Seznam obcí a jejich částí
Města jsou uvedena tučně, městyse kurzívou, části obcí malince.
Babice •
Bělkovice-Lašťany •
Bílá Lhota (Červená Lhota • Hrabí • Hradečná • Měník • Pateřín • Řimice) •
Bílsko •
Blatec •
Bohuňovice •
Bouzov (Bezděkov • Blažov • Doly • Hvozdečko • Jeřmaň • Kadeřín • Kovářov • Kozov • Obectov • Olešnice • Podolí • Svojanov) •
Bukovany •
Bystročice (Žerůvky) •
Bystrovany •
Červenka •
Daskabát •
Dlouhá Loučka (Křivá • Plinkout) •
Dolany (Pohořany • Véska) •
Doloplazy •
Domašov nad Bystřicí •
Domašov u Šternberka •
Drahanovice (Kníničky • Lhota pod Kosířem • Ludéřov • Střížov) •
Dub nad Moravou (Bolelouc • Tučapy) •
Dubčany •
Grygov •
Haňovice (Kluzov) •
Hlásnice •
Hlubočky (Hrubá Voda • Mariánské Údolí • Posluchov) •
Hlušovice •
Hněvotín •
Hnojice •
Horka nad Moravou •
Horní Loděnice •
Hraničné Petrovice •
Huzová (Arnoltice • Veveří) •
Charváty (Čertoryje • Drahlov) •
Cholina •
Jívová •
Komárov •
Kozlov (Slavkov) •
Kožušany-Tážaly (Kožušany • Tážaly) •
Krčmaň •
Křelov-Břuchotín (Břuchotín • Křelov) •
Liboš •
Lipina •
Lipinka •
Litovel (Březové • Chudobín • Myslechovice • Nasobůrky • Nová Ves • Rozvadovice • Savín • Tři Dvory • Unčovice • Víska) •
Loučany •
Loučka •
Luběnice •
Luká (Březina • Javoříčko • Ješov • Střemeníčko • Veselíčko) •
Lutín (Třebčín) •
Lužice •
Majetín •
Medlov (Hlivice • Králová • Zadní Újezd) •
Měrotín •
Město Libavá (Heroltovice) •
Mladeč (Nové Zámky • Sobáčov) •
Mladějovice •
Moravský Beroun (Čabová • Nové Valteřice • Ondrášov • Sedm Dvorů) •
Mrsklesy •
Mutkov •
Náklo (Lhota nad Moravou • Mezice) •
Náměšť na Hané •
Norberčany (Nová Véska • Stará Libavá • Trhavice) •
Nová Hradečná •
Olbramice •
Olomouc (Bělidla • Černovír • Droždín • Hejčín • Hodolany • Holice • Chomoutov • Chválkovice • Klášterní Hradisko • Lazce • Lošov • Nedvězí • Nemilany • Neředín • Nová Ulice • Nové Sady • Nový Svět • Olomouc • Pavlovičky • Povel • Radíkov • Řepčín • Slavonín • Svatý Kopeček • Topolany • Týneček) •
Paseka (Karlov • Pasecký Žleb) •
Pňovice •
Přáslavice (Kocourovec) •
Příkazy (Hynkov) •
Řídeč •
Samotišky •
Senice na Hané (Cakov • Odrlice) •
Senička •
Skrbeň •
Slatinice (Lípy) •
Slavětín •
Strukov •
Střeň •
Suchonice •
Svésedlice •
Štarnov •
Štěpánov (Březce • Moravská Huzová) •
Šternberk (Dalov • Chabičov • Krakořice • Těšíkov) •
Šumvald (Břevenec) •
Těšetice (Rataje • Vojnice) •
Tovéř •
Troubelice (Dědinka • Lazce • Pískov) •
Tršice (Hostkovice • Lipňany • Přestavlky • Vacanovice • Zákřov) •
Újezd (Haukovice • Rybníček) •
Uničov (Benkov • Brníčko • Dětřichov • Dolní Sukolom • Horní Sukolom • Nová Dědina • Renoty • Střelice) •
Ústín •
Velká Bystřice •
Velký Týnec (Čechovice • Vsisko) •
Velký Újezd •
Věrovany (Nenakonice • Rakodavy) •
Vilémov •
Želechovice •
Žerotín •
vojenský újezd Libavá